# Phil Neal
Pour les articles homonymes, voir Neal.
Philip George Neal est un footballeur britannique, né à Irchester (Angleterre) le 20 février 1951. Il est le seul joueur à avoir participé aux cinq premières finales européennes du Liverpool FC en Coupe des Champions.

## Biographie

### En club
Phil Neal fait ses débuts à Northampton Town, le club est relégué en 4e division durant sa première saison mais il dispute malgré tout 209 rencontres avec les Cobblers. Neal évolue un peu à tous les postes, d'attaquant à gardien de but. En 1974, il est le premier joueur engagé par le nouvel entraîneur du Liverpool FC, Bob Paisley, qui le replace au poste d'arrière latéral. Phil Neal joue son premier match pour Liverpool à 23 ans lors d'un derby les opposant à Everton. 
À partir de décembre il devient inamovible et commence une série qui durera près de dix ans et va aboutir à un record, 417 rencontres consécutives disputées avec Liverpool, dont 366 en championnat, ce qui constitue la troisième plus longue série de matches consécutifs en Football League, après les 394 matches de Dave Beasant et les 401 matches d'Harold Bell. À partir de sa seconde saison au club il est chargé des tirs au but en remplacement de Kevin Keegan, et s'acquitte de sa tâche par deux fois lors de finales européennes, face au Borussia Mönchengladbach durant le cours du jeu en 1977, puis en 1984 face à l'AS Rome lors de la séance des tirs au but. Il est nommé capitaine des Reds lors de la saison 1984-1985 après le départ de Graeme Souness et assiste au drame du Heysel lors de sa 5e finale de coupe des clubs champions, le 29 mai 1985 à Bruxelles. 
Après s'être constitué un palmarès impressionnant, Neal quitte Liverpool en 1986 pour rejoindre les Bolton Wanderers qui évoluent alors en 3e division. Il est alors âgé de 35 ans et est recruté en tant qu'entraîneur-joueur. Il met un terme à sa carrière de joueur en 1990.

### En équipe nationale
Avec 50 sélections entre 1976 et 1983, Phil Neal est l'arrière droit le plus capé en équipe d'Angleterre, après Gary Neville. 
Il joue son premier match en équipe nationale le 24 mars 1976, contre le Pays de Galles. Il inscrit son premier but en sélection le 16 mai 1978, contre l'Irlande du Nord.
Il porte une fois le brassard de capitaine, lors d'un match face à l'Islande le 2 juin 1982.
Retenu pour participer à la Coupe du monde 1982 organisée en Espagne, il joue deux matchs lors du mondial : contre la France et le Koweït.

## Carrière

### Joueur
- 1969-1974 : Northampton Town FC  Angleterre
- 1974-1986 : Liverpool  Angleterre
- 1986-1990 : Bolton Wanderers  Angleterre

### Entraîneur
- 1986-1992 : Bolton Wanderers  Angleterre (entraîneur-joueur, puis entraîneur)
- 1990-1993 : assistant du sélectionneur de l' Angleterre Graham Taylor
- 1992-oct. 1993 : Coventry City  Angleterre (assistant de Bobby Gould)
- oct. 1993-fév. 1995 : Coventry City  Angleterre
- 1996 : Cardiff City  Pays de Galles
- nov. 1996-déc. 1996 : Manchester City  Angleterre (assistant de Steve Coppell)

## Palmarès
- Champion d’Angleterre en 1976, 1977, 1979, 1980, 1982, 1983, 1984, 1986 avec Liverpool ;
- Vainqueur de la Coupe de la Ligue en 1981, 1982, 1983, 1984 avec Liverpool ;
- Vainqueur de la Coupe d'Europe des clubs champions en 1977, 1978, 1981, 1984  avec Liverpool ;
- Vainqueur de la Coupe UEFA en 1976 avec Liverpool ;
- Vainqueur de la Supercoupe d'Europe en 1977 avec Liverpool.

## Statistiques
- 59 buts en 650 matchs toutes compétitions confondues avec Liverpool ;
- 5 buts et 50 sélections en équipe d'Angleterre.